# David Blanco
David Blanco Rodriguez (Bern, 3 maart 1975) is een Spaans voormalig wielrenner. Nadat Nuno Ribeiro, de aanvankelijke winnaar van de Ronde van Portugal van 2009, op doping werd betrapt, riep de organisatie Blanco tot winnaar uit. Blanco heeft de Ronde van Portugal in totaal vijf keer gewonnen en is daarmee recordhouder.

## Belangrijkste overwinningen
2003
- 3e etappe GP CTT Correios de Portugal

2006
- 8e en 10 etappe Ronde van Portugal
- Eindklassement Ronde van Portugal

2007
- 3e etappe GP Rota dos Móveis
- Eindklassement GP Rota dos Móveis
- 2e etappe deel B Volta ao Sotavento Algarvio
- Eindklassement Volta ao Sotavento Algarvio

2008
- Eindklassement Ronde van Portugal

2009
- Eindklassement Ronde van Portugal

2010
- 3e etappe Ronde van Alentejo
- Eindklassement Ronde van Alentejo
- 4e en 7e etappe Ronde van Portugal
- Eindklassement Ronde van Portugal

2012
- 8e etappe Ronde van Portugal
- Eindklassement Ronde van Portugal

## Resultaten in voornaamste wedstrijden
| Jaar | Ronde van Italië | Ronde van Frankrijk | Ronde van Spanje |
| ---- | ---------------- | ------------------- | ---------------- |
| 2004 |                  |                     | 10e              |
| 2005 |                  |                     | 12e              |
| 2011 | 66e              |                     | 47e              |

| Jaar |  | WK op de weg |
| ---- |  | ------------ |
| 2004 |  |              |
| 2005 |  | 69e          |
| 2011 |  |              |